# Caprivi-striben
Caprivi-striben er en smal zone i det nordøstlige Namibia, 450 km lang, og strækker sig østover mod Zambezi-floden. Bredden varierer fra 35 til 100 km.
Den var en del af  det tyske koloniimperium i Sydvestafrika, hvor den er opkaldt efter den tyske rigskansler Leo von Caprivi. Den østlige del af Caprivi-striben har siden 1976 haft et vist indre selvstyre,  af samme type som de tidligere sydafrikanske "bantustans". Caprivi-striben var et af de områder hvor befrielsesbevægelsen SWAPO var særligt aktiv.
17°52′S 23°02′Ø / 17.87°S 23.03°Ø
 Der er for få eller ingen kildehenvisninger i denne artikel, hvilket er et problem. Du kan hjælpe ved at angive troværdige kilder til de påstande, som fremføres i artiklen.